# Newtown (Whitton and Tosson)
Newtown – przysiółek w Anglii, w hrabstwie Northumberland. W 1951 roku civil parish liczyła 35 mieszkańców.